# États de Hollande et de Frise-Occidentale

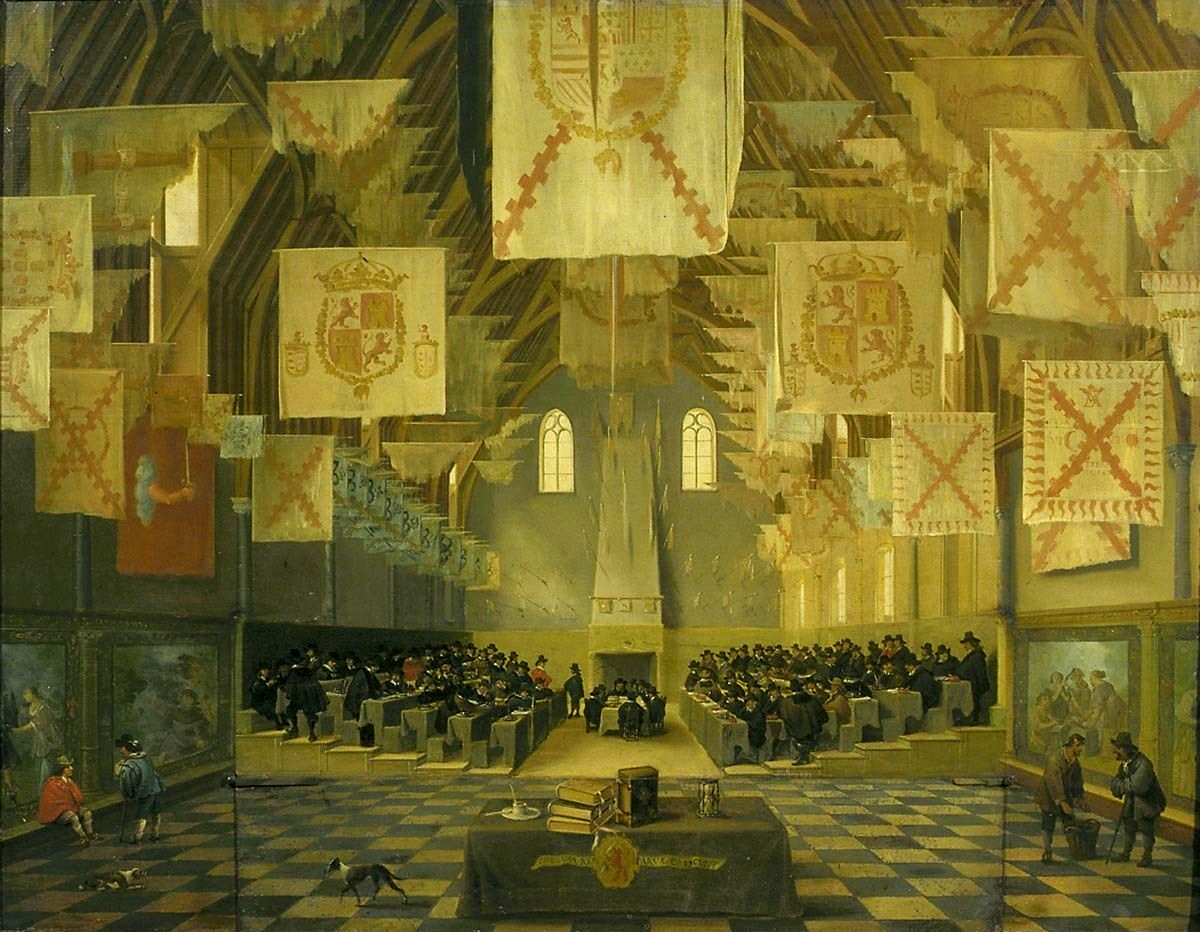
La grande salle du Binnenhof de La Haye lors des États généraux de 1651.

Les États de Hollande et de Frise-Occidentale est le nom d'un corps représentatif et législatif des villes, de la noblesse ainsi que des communautés rurales néerlandaises jusqu'en 1795, année où les Français envahissent les Provinces-Unies. Mieux structurée, plus populeuse et plus riche que les autres provinces, la Hollande se révèle être, à certains moments de l'histoire de la République néerlandaise, le pivot des décisions politiques, les États de Hollande supplantant de facto la suprématie de la Généralité (États généraux) à la tête de l'Union.

## Histoire
Après le départ du comte de Leicester (1588), la Hollande en vient à prendre en charge la destinée de la nouvelle nation en révolte ouverte contre la couronne espagnole, et ce jusqu'au coup d'État de Maurice de Nassau (1618) et l'exécution de Johan van Oldenbarnevelt (1619). Trop divisées, les autres provinces ne peuvent monter une opposition concertée contre la prépondérante Hollande. Selon les dispositions du moment, les États généraux étaient utilisés comme un outil de l'hégémonie des États de Hollande sur les autres assemblées représentatives provinciales.

## Constitution
Les pouvoirs réels détenus par les États de Hollande évoluent grandement avec le temps. Depuis l'annexion du comté de Hollande du temps du Pays-Bas bourguignons jusqu'à la scission de la guerre de Quatre-Vingts Ans avec les Pays-Bas méridionaux, les États de Hollande en viennent à devenir théoriquement le dépositaire unique de la souveraineté sur ses territoires.

### Pays-Bas espagnols
Sous l’administration des Habsbourg, les États de Hollande n’ont qu’un rôle de second ordre, voire consultatif pour Bruxelles ; le Hof de Hollande (en) conservant parallèlement un rôle partiellement plus décisif.

### La république
Avec la révolte en cours, et plus particulièrement entre 1572 et 1576, Guillaume d'Orange-Nassau et les États assument de façon conjointe les charges administratives et militaires de la nouvelle nation même si, constitutionnellement, les États demeurent dépositaires de la souveraineté hollandaise.
Si auparavant, les États ne peuvent s’assembler sans être convoqués, après 1572, rares sont les années où les États ne siègent pas au moins deux cents jours. De plus, le nombre de villes admises à siéger est considérablement augmenté. Aux six villes initiales (Delft, Gouda, Amsterdam, Haarlem, Dordrecht et Leyde) se rajoutent plus d’une douzaine d’autres communes dont Enkhuizen, Alkmaar, Hoorn, Rotterdam, Brielle, Gorinchem (Gorcum), Schiedam, Schoonhoven, Medemblik, Monnickendam, Edam et Purmerend jusqu’au début du XVIIe siècle. Chacune des villes avait ainsi un droit de vote et les autorités municipales étaient les premières à se saisir des débats avant de les transposer aux États.